# Бек-Пулад
Бек-Пулад (Бек-Булат) (*д/н — 1392) —хан Золотої Орди в 1391—1392 роках.

## Життєпис
Походив з династії Чингізидів. Був нащадком Урус-хана, правителя Синьої, Білої та Золотої Орди. Про діяльність Бек-Пулада відомо замало. Перша згадка про Бек-Пулада сягає 1383 року. Про нього розповідає Пімен, митрополит Київський, що подорожував до Константинополя. Той згадує, що Бек-Пулад мав власне улусне володіння на Дону — колишній Азакський тумен, що був  відновлений в кордонах улуса Картана й звався улусом Бек-Пулада. 
Взимку 1385/1386 року разом з емірами Іса-беком, Ягли-бієм і Казанчи за наказом ТОхтамиша виступив проти джалаїрського султана Ахмада, захопивши Тебріз.
Близько 1387 року очолив Крило Мувала, якому підпорядковувалися усі улуси від Дніпра до Дунаю, хоча фактично там вже діяли напівнезалежні улусбеки та еміри. Безпосереднього керував в Кримському улусі. 1388 року знову вдерся до Ширвану, але не мав успіху.
1391 року діяв спільно з Тохтамишем проти Тамерлана, зокрема брав участь у битві при Кондурчі. За деякими відомостями саме відступ Бек-Пулада з поля бою призвів до поразки Тохтамиша. Скористався тим, що останній відступив до Булгарського улусу, закріпився в пониззі Волги, де оголошується новим ханом Золотої Орди. Втім, володів лише південними областями Золотої Орди та частиною Білої Орди.
Панування було нетривалим. Того ж року зазнав поразки від Тохтамиша та втік до Криму, де тримався до 1392 року. Згадується в літописах як супротивник великого князя Ягайла. Обставини загибелі хана Бек-Пулада невідомі. Тохтамиш знову відновив єдність Золотої Орди.